# Saint-Jean (baptisterium)

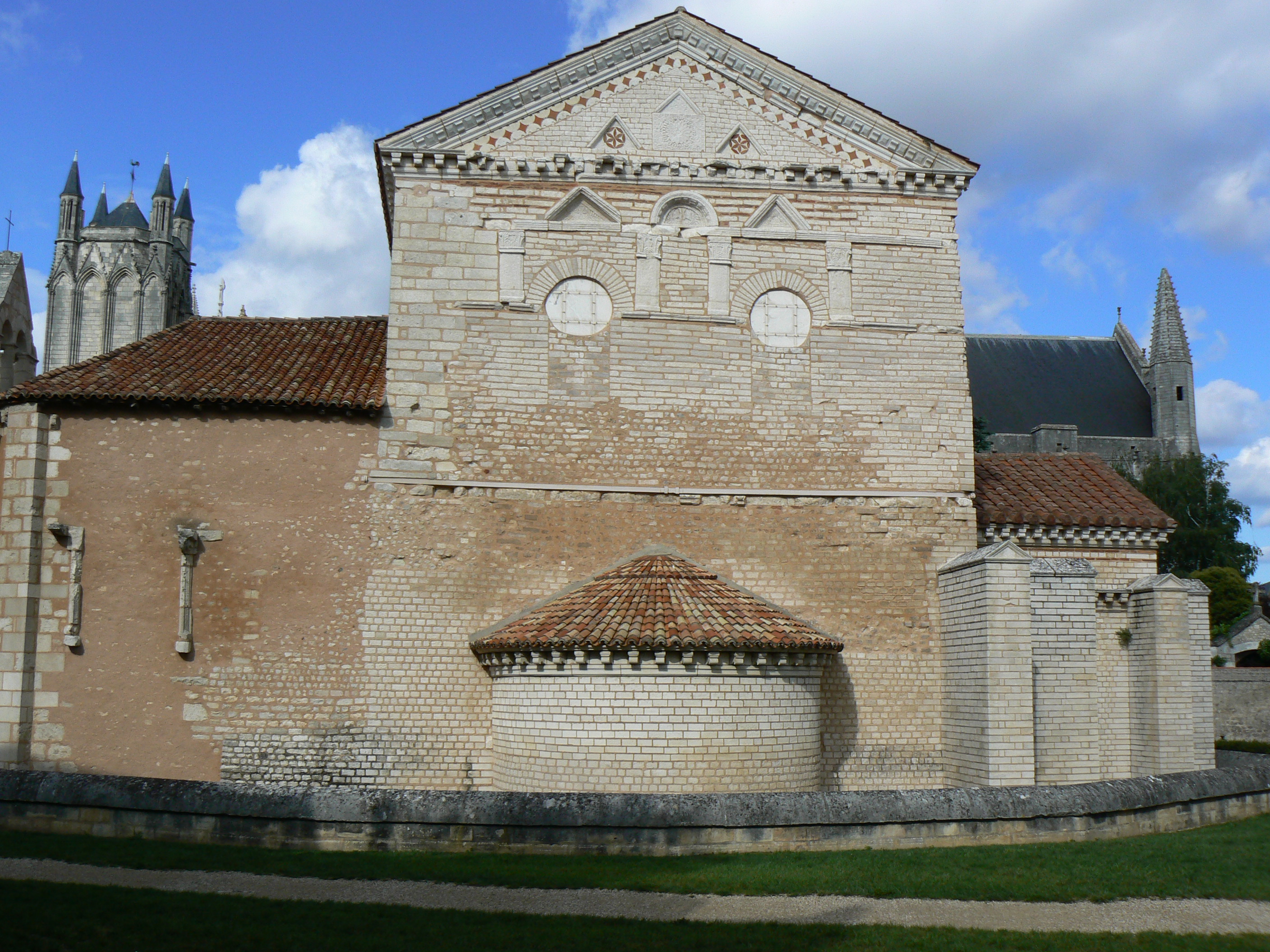
Baptisteriet Saint-Jean i Poitiers

Saint-Jean ett baptisterium i Poitiers i Frankrike uppfört omkring 360 e.Kr. av Poitiers första biskop och byggdes om på 600-talet. Det är ett av de få bevarade kyrkobyggnaderna från merovingisk tid.